# Malitbog, Nam Leyte
Malitbog là một đô thị hạng 4 ở tỉnh Nam Leyte, Philippines. Theo điều tra dân số năm 2000, đô thị này có dân số 19.320 người trong 3.665 hộ.

## Các đơn vị hành chính
Malitbog được chia thành 37 barangay.
| - Abgao - Aurora - Benit - Caaga - Cabul-anonan (Pob.) - Cadaruhan - Candatag - Cantamuac - Caraatan - Concepcion - Guinabonan - Iba - Lambonao | - Maningning - Maujo - Pasil (Pob.) - Sabang - San Antonio (Pob.) - San Jose - San Roque - San Vicente - Sangahon - Santa Cruz - Taliwa (Pob.) - Tigbawan I | - Tigbawan II - Timba - Asuncion - Cadaruhan Sur - Fatima - Juangon - Kauswagan - Mahayahay - New Katipunan - Pancil - San Isidro - Santo Niño |